# Кольберг (Вюртемберг)
Кольберг (нем. Kohlberg) — община в Германии, в земле Баден-Вюртемберг.
Подчиняется административному округу Штутгарт. Входит в состав района Эслинген. Население составляет 2277 человек (на 31 декабря 2010 года). Занимает площадь 4,39 км².